# 陈宇航
陈宇航（1979年1月—），中华人民共和国政治人物，生于吉林辽源，中国共产党党籍。现任广东省惠州市市长。

## 简历
陈宇航本科毕业于北京大学中文系，后在清华大学完成硕士和博士学习。他长期在广东省肇庆市工作，曾任鼎湖区委书记、肇庆新区党工委副书记。2020年，陈宇航任汕头市委常委、秘书长，2022年8月出任广东省委办公厅副主任。2023年12月，改任惠州市委副书记，市长。